# Nuala Ahern

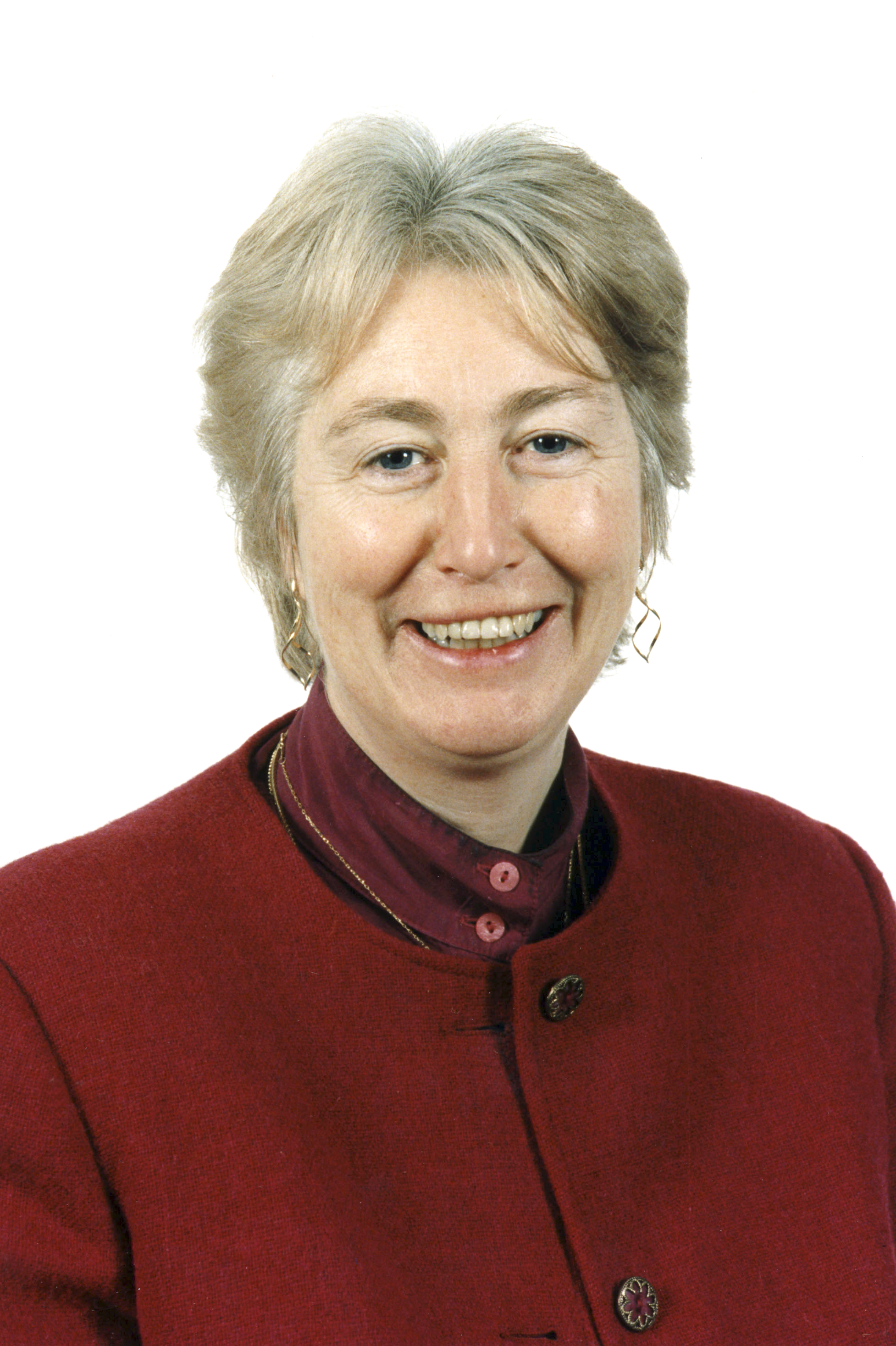
Nuala Ahern, 1994

Nuala Ahern (* 5. Februar 1949 als Nuala MacDowell in Belfast, Nordirland) ist eine irische Politikerin und ehemaliges Mitglied des Europäischen Parlaments.
Aherns politische Karriere begann 1991 mit ihrer Wahl in das Wicklow County Council, dem sie bis 1994 angehörte. 1994 wurde sie für die Green Party in das Europäische Parlament gewählt und war für die nächsten zehn Jahre dort als Abgeordnete tätig. Sie gehörte der Fraktion Die Grünen/Europäische Freie Allianz an.

## Publikationen
- Betænkning : om den europæiske ombudsmands årsberetning (1995) (C4-0257/96),  Europa Parlamentet: 1996
- Report on the agreement for peaceful nuclear cooperation between the European Atomic Energy Community and the United States of America (C4-0264/96), Luxembourg : PE, 1997
- Mit Erica Meijers: Green values, religion & secularism. Conversations with European politicians and activists, Utrecht : Groen Links Publicaties 2016, ISBN 978-9-072288-585